# Kornel
Kornel oder Kornél ist ein männlicher Vorname als westslawische und ungarische Variante von Cornelius.

## Varianten
- Kornelijus, litauisch

## Personen
- Kornél Ábrányi (1822–1903), ungarischer Schriftsteller, Musiktheoretiker und Komponist
- Kornel Filipowicz (1913–1990), polnischer Romanautor, Novellist
- Kornél Havasi (1892–1945), ungarischer Schachspieler
- Kornél Horváth (* 1954), ungarischer Jazz-Perkussionist
- Kornel Makuszyński (1884–1953), polnischer Dichter
- Kornel Morawiecki (1941–2019), polnischer Politiker
- Kornél Mundruczó (* 1975), ungarischer Regisseur
- Kornél Nagy (* 1986), ungarischer Handballspieler
- Kornel Nemeth (* 1983), deutsch-ungarischer Motocross-Rennfahrer
- Kornel Saláta (* 1985), slowakischer Fußballspieler
- Kornel Schimpl (1907–1985), tschechischer Dirigent
- Kornel Ujejski (1823–1897), polnischer Schriftsteller
- Viktorin Kornel ze Všehrd (1460–1520), tschechischer Schriftsteller und Jurist

## Familienname
- Karl Ferdinand Kornel (1882–1953), estnischer Jurist, Journalist, Diplomat und Politiker